# William Peel (sjöofficer)
William Peel, född 2 november 1824, död 27 april 1858, var en brittisk militär, yngre son till Robert Peel. 

## Biografi
Peel, som var sjöofficer, utmärkte sig för lysande tapperhet, bland annat vid Sevastopols belägring, där han blev en av Viktoriakorsets första innehavare, och under sepoyupproret i Indien, vid vars kuvande han ledde en matrosbrigad med skeppskanoner. 
Han erhöll i januari 1858 knightvärdighet, blev svårt sårad vid andra undsättningen av Lucknow (mars) och dog kort efter återkomsten till hemlandet av sina sår. En marmorstaty över honom restes i Calcutta.